# 交響曲第56番 (ハイドン)
交響曲第56番 ハ長調 Hob. I:56 は、フランツ・ヨーゼフ・ハイドンが1774年に作曲した交響曲。

## 成立
第54番から第57番までの4曲は、残された自筆原稿によって1774年に作曲されたことがわかっているが、そのうち本作は唯一トランペットとティンパニを含んでいる作品である（第54番のトランペットとティンパニは後から追加されたもの）。
エステルハージ家の楽団にはトランペット奏者は常設ではなかったが、1774年前後にハイドンは本作のほか第50番と第60番『うかつ者』（どちらもハ長調で、劇音楽の転用）、およびオペラ『突然の出会い』（L'incontro improvviso, Hob. XXVIII:6）にトランペットを使用している。

## 編成
オーボエ2、ファゴット1、 ホルン2、トランペット2、ティンパニ、弦五部。
ファゴットは第2楽章のみ独立した楽譜を持っており、それ以外の楽章では低音楽器としてチェロ・コントラバスと同じ楽譜を演奏する。

## 曲の構成
全4楽章、演奏時間は約36分。
- 第1楽章 アレグロ・ディ・モルト
ハ長調、4分の3拍子、ソナタ形式。

下降分散和音ではじまり、フェルマータの後に対照的な第2主題が現れる。再現部ではフェルマータの部分にティンパニのトレモロが加えられている。全体的にヴァイオリンのトレモロを多用する。

- 第2楽章 アダージョ
ヘ長調、4分の2拍子、ソナタ形式。
トランペットとティンパニは休みで、弱音器をつけたヴァイオリンによっておだやかな主題が演奏される。主題がオーボエに引きつがれた後、ファゴットの長いソロが続く。

- 第3楽章 メヌエット - トリオ
ハ長調 - ヘ長調、4分の3拍子。
かなり長い曲で、トリオを除いた部分が小型のソナタ形式のような形をしている[1]。全楽器が1小節休んだ後に「再現部」が現れる。トリオはヘ長調の素朴な曲で、オーボエと弦楽器だけで演奏される。

- 第4楽章 フィナーレ：プレスティッシモ
ハ長調、4分の4拍子、ソナタ形式。
3連符の連続による忙しい曲である。